# Cryptus genalis
Cryptus genalis là một loài tò vò trong họ Ichneumonidae.